# Nikola Istvánffy
Nikola Istvánffy (Kisasszonyfalva kod Pečuha, 8. prosinca 1538. – Vinica, 1. travnja 1615.) (u mađarskim izvorima: Miklos Istvánffy, u latinskim izvorima: Nicolaus, Nicolai Isthvanfi, Nicolas Istuanfius) je bio hrvatski povjesničar, političar, diplomatski savjetnik, biskupski savjetnik, humanist, pjesnik.

## Životopis
Rodio se je 1538. u selu kod Pečuha u uglednoj plemićkoj obitelji podrijetlom iz Baranje. Obitelj je dala dvorjane na ugarskom kraljevskom dvoru. Otac je bio pristašom Ivana Zapolje. Za turskih osvajanja bio je prisiljen još kao dijete pobjeći iz Ugarske u Hrvatsku. 
Nikola se školovao se u Bologni i Padovi. Bio je štićenikom zagrebačkog i egerskog biskupa Nikole Oláha, gorljivog katolika, ugarskog humanista rumunjskog podrijetla, jednog od organizatora protureformacije u Ugarskoj i suutemeljitelja visokog školstva u Ugarskoj. Naučio je brojne jezike. Nakon završetka studija bio je Istvanffy u službi Nikole Zrinskog, kojim je bio fasciniran. 
Istvanffy je Elizabetu Bot-Banjsku (Bot od Bajne) s kojom je dobio tri kćeri i sina Pavla. Brakom je dobio u posjed gradove Vinicu, Trakošćan i selo Martijanec. Bio je zemaljskim računovođom i ubirateljem poreza. Njegove su se kćeri udale za ugledne hrvatske plemiće: Uršula za Ivana Lipcheja, Eva za Ivana Draškovića, a Katarina za Jurja Keglevića.
Bio je tajnikom ostrogonskog nadbiskupa, savjetnik za diplomatska pitanja Rudolfu II. Habsburgovcu, tajnikom kraljevskoga vijeća, vicepalatinom. Bio je na brojnim konvencijama i u izaslanstvima. Borio se protiv Turaka kod Pákozda 1593. i kod Petrinje 1596. godine. Sudjelovao je u povjerenstvima koja su se ticala sporova u Hrvatskoj. Predvodio je 1604. hrvatsko izaslanstvo na saboru u Požunu 1604. godine, sa svojim zetom Ivanom Draškovićem i Tomom Erdődyjem. Ondje se borilo za hrvatski tvrdi katolički stav, protivši se ugarskim i sedmogradskim zahtjevima za slobodom vjeroispovijedi odnosno stavljanja protestantizma na razinu katoličanstva. 1605. i 1607. opet je bio u izaslanstvu hrvatskog sabora. Išlo je nadvojvodi Ferdinandu u Graz, radi očuvanja povlastica Hrvatskoga Kraljevstva. 1606. je bio jednim od supotpisnika mira na ušću rijeke Žitve. Razočaran i ponižen što mu nije prošao reizbor za vicepalatina, osobito što je to mjesto dobio njegov dugogodišnji protivnik István Illésházy, pristaša vođe protestantske bune u Mađarskoj Stjepana Bočkaja (István Bocskay). Dobio je moždani udar koji je preživio. 
Umro je 1615. godine. Pokopan je u viničkoj župnoj crkvi. Njegov kameni nadgrobni spomenik vidljiv je i danas.

## Znanstveni rad
Pripadao je ugarskom političkom i kulturnom vrhu. Kasniji autori preuzeli su mnogo Istvánffyjevih opisa. Osobito je utjecao na autore kao što su Juraj Rattkay, Pavao Ritter Vitezović i Balthazar Adam Krčelić. Zbog toga ga skoro svi hrvatski povjesničari redovno uvrštavaju u svoje preglede povijesne znanosti. Ističu mu doprinos kao vrijednim izvorom za hrvatsku povijest u razdoblju od prijelaza 16. u 18. stoljeće. Usprkos tome, hrvatska povijesna znanost malo je pisala o hrvatskoj povijesti koja je obuhvaćena u Istvánffyjevom djelu. 
Za hrvatsku je povijest bitan što se u njegovim tekstovima stanovništvo prostora Kraljevina Slavonije, Hrvatske i Dalmacije navode imenom Illyrici ili Croati, ali i Dalmati.
Napisao je monumentalni povijesni pregled Historiarum de rebus Ungaricis libri XXXIV ab anno 1490. ad annum 1605. Djelo je objavljeno 1622. godine u Kölnu. 
u kojem je kronološkim redom obradio najvažnije događaje iz europske povijesti svoga
doba, od smrti Matije Korvina do Matije II. Habsburgovca, usmjerivši pozornost zbivanjima na političkom i vojnom planu u Ugarskoj. 
Posjedovao je posjed Vinicu i bio je suvlasnik utvrde (starog grada) s obitelji Thuroczy. Od kralja Rudolfa kojem je bio diplomatski savjetnik, izborio je da mu dade povlasticu održavati sajmove na dan sv. Petra i Pavla (29. lipnja). Njegovom je gradu godinu poslije potvrdio nove povlastice. U župnoj crkvi sv. Marka u njegovom posjedu Vinici dao je izgraditi kapelu sv. Andrije i obiteljsku grobnicu. 
Istvanffy je pomogao isusovcima koji su u Hrvatsku došli na poziv zagrebačkog biskupa Šime Bratulića. Na biskupov poziv za podupiranje isusovaca, Istvanffy se je prvi odazvao te je bio prvom osobom koja je donirala nešto isusovačkom kolegiju, a da nije bila iz crkvenih krugova. Na dar su od njega dobili njegovu kuriju u Paukovcu te dijelove još nekih njegovih posjeda, a oporučno i dio njegove knjižnice.

## Istvanffy i Seljačka buna 1573. godine
U 34. tomu njegove "Historiarum de rebus Ungaricis" opisuje pobunu kmetova na susedgradsko-stubičkome vlastelinstvu 1573. godine. Istvanffy je bio suvremenik tih događaja te je kasnija historiografija često obraćala znatnu pozornost njegovome opisu tih događaja. Nikola Istvanffy prvi je zapisao (pogrešno) ime vođe pobune, Matije (Ambroza) Gubca.

## Vanjske poveznice
- (mađ.) A magyar irodalom története I.
- (mađ.) Kempelen Farkas Digitális Tankönyvtár  Arhivirana inačica izvorne stranice od 17. svibnja 2008. (Wayback Machine)
- (mađ.) József Szinnyei: [mek.oszk.hu/03600/03630/html/i/i09295.htm Magyar írók élete és munkái V. (Iczés–Kempner). Budapest: Hornyánszky. 1897.]
- (mađ.) Magyar életrajzi lexikon 1000-1990
- (mađ.) Mimi.hu  Arhivirana inačica izvorne stranice od 17. veljače 2013. (Wayback Machine)
- (mađ.) Istvánffy arcképe  Arhivirana inačica izvorne stranice od 4. ožujka 2016. (Wayback Machine)
- (mađ.) Rodoslovlje obitelji Istvánffy